# ISCM World Music Days 2000

Logo

Die ISCM World Music Days 2000 fanden vom 29. September bis zum 8. Oktober 2000 in der luxemburgischen Hauptstadt Luxemburg statt. Luxemburg war zum ersten Mal Ausrichter der ISCM World Music Days.
Die künstlerische Leitung oblag dem luxemburgischen Dirigenten und Komponisten Marcel Wengler. Der internationalen Jury gehörten Siegfried Palm (D), Arne Mellnäs (SE), Karen Tanaka (J), Nicolas Bacri (F), Irvine Arditti (GB), Thomas Kessler (CH) und Norbert Nozy (B) an.

## Interpreten
An den World Music Days wirkten unter anderem das Schweizer Kammerorchester unter Klaus Arp, das Ensemble Antipodes, das Ensemble United Berlin, das Ensemble Continuum New York, das Arditti String Quartet, das Ensemble intercontemporain unter Jonathan Nott, die Luxembourg Sinfonietta unter Marcel Wengler, das Prague Chamber Orchestra unter Ondrej Kukal, das Ensemble Modern unter Dominique My, das Orchestre Philharmonique du Luxembourg unter David Shallon, die musikFabrik unter James Avery, das Rundfunk-Sinfonieorchester Saarbrücken unter Oswald Sallaberger und das BBC Symphony Orchestra unter Pascal Rophé und Tan Dun mit.

## Kompositionen

### Uraufführungen
Es wurden 20 Werke von Tonschöpfern aus vier Kontinenten uraufgeführt (Albanien, Aserbaidschan, Belgien, Deutschland, Italien, Luxemburg, Österreich, Puerto Rico, Schweden, Südkorea, Tschechien, Ukraine, Venezuela, Vereinigtes Königreich und Vereinigte Staaten):
- Diana Arismendi: Tres noches sin Luna
- Philippe Boesmans: Hermione's Dream
- Alberto Colla: Proverbs of hell
- Oleg Felzer: Interrupted Song
- Johny Fritz: Trois chansons d'amour
- Julia Gomelskaya: The Trap For Two
- Herbert Grassl: Orchesterstück 7
- Jeannot Heinen: Ich plante zu sprechen
- Marek Kopelent: Trumpet Concerto
- David Lang: Short Fall
- Mats Larsson: a presto
- Georges Lentz: Nguurraa
- Alexander Müllenbach: Tombeau
- Rolf Riehm: Die Erde ist eine Schale von dunklem Gold
- Wolfgang Rihm: Jagden und Formen, Zustand X/2000
- Luc Rollinger: Seven Ways to Djebel Chambi
- Roberto Sierra: Tema y variaciones
- Thoma Simaku: Soliloquy
- Ian Willcock: Grave
- Roland Wiltgen: Les lunes de Jupiter

### Bedeutende Werkaufführungen
- Morton Feldman, For Philip Guston
- Moritz Eggert, Der Andere (nach der Novelle The Outsider von H.P. Lovecraft)
- Mauricio Kagel, Duodramen (mit Roland Hermann, Bariton)
- Tan Dun, The Gate, Orchestral Theatre IV (mit dem BBC Symphony Orchestra, Leitung: Tan Dun)

### Weiteres
Das Stück Ein Garten für Orpheus von Jean-Luc Darbellay war Auftragswerk des Mitteldeutschen Rundfunks und wurde erstmals anlässlich des 70-jährigen Jubiläums des Bauhauses Dessau aufgeführt.
Die dargebotenen Luzifer-Kompositionen Löwe, leih' mir Deine Stimme von Theo Brandmüller, In den hohen Trompeten der Bäume von Claude Lefebvre und Der unbekannte Engel von Marcel Wengler waren Auftragswerke des Deutschen Pavillons bei der Expo 2000 in Hannover.

## Spielstätten
Die Weltmusiktage fanden in folgenden insgesamt 22 Spielstätten in Luxemburg sowie Frankreich und Deutschland statt. Das Eröffnungskonzert wurde im Cercle Municipal und das Abschlusskonzert im Konservatorium in Luxemburg abgehalten:
- Arsenal de Metz
- Casino Luxembourg – Forum d'art contemporain
- Cercle Municipal
- Château de Clervaux
- Château de Vianden
- Centre des Arts Pluriels, Ettelbruck
- Conservatoire Esch-sur-Alzette
- Deutsche Bank Luxembourg
- Eglise Ehnen
- Eglise de Marnach
- Église Saint Michel
- Église Saint Pierre et Paul, Echternach
- Funkhaus Halberg, Saarbrücken
- Galerie Editions Simoncini
- Kulturfabrik, Esch-sur-Alzette
- Orangerie, Domaine Thermal de Mondorf
- Remich-Grevenmacher Bâteau de plaisance
- Stadtgalerie Saarbrücken
- Théâtre des Capucins
- Théâtre Municipal – Esch-sur-Alzette au Grand-Duchéde luxembourg
- Vieille Eglise St. Laurent, Diekirch
- Villa Louvigny